# Grégoire De Mevius
Le baron Grégoire de Mevius, né le 16 août 1962  à Namur, est un pilote de rallye belge.

## Biographie
Grégoire de Mévius, né le 16 août 1962 à Namur est le fils de Ghislain de Mévius et de Marie Christine Snoy. Il est l'arrière-petit-fils du baron David de Mévius, sénateur. Sa famille est d'extraction noble émigrée de Poméranie (Allemagne) au XVIIIe siècleet est l'une des trois familles actionnaires du groupe multinational AB Inbev. Il est marié et a trois enfants, un de ses fils étant également pilote de rallye.
Il participe à ses premiers rallyes en 1984 en Belgique.
Il participe au WRC de 1988 (en Finlande, sur Mazda 323 4WD du Groupe N) à 2001 (au RAC Rally sur Peugeot 206 WRC, sa seule épreuve de l'année), et ce lors de 48 épreuves, obtenant huit points en tout aux classements généraux (meilleurs résultats (avec Belgacom Turbo team, auquel il appartint de 1996 à 1998): 4e au Portugal en 1997 avec Jean-Marc Fortin sur Ford Escort RS Cosworth, 4e au RAC Rally en 1998 avec J-M.Fortin sur Subaru Impreza WRC, mais aussi 6e en Australie en 1990 avec Arne Hertz sur Mazda 323 4WD). En 2001, il participe avec l'équipe du Kronos Racing team aux débuts de ce dernier en WRC.
En rallyes-raids, de Mevius remporte le Rallye des Pharaons en 2000 sur Nissan Navara Pathfinder truck du Nissan team officiel avec le Français Alain Guéhennec, le rallye-raid d'Allemagne en 2002 sur BMW X5, le Rallye d'Orient en 2004 sur Nissan pick-up truck, et termine à la 8e place autos du rallye Paris-Dakar en 2001 et 2004 sur son Nissan, toujours avec A. Guéhennec, ceux-ci finissant également seconds de l'UAE Desert Challenge Marlboro en cette même année 2004 (et 4e de la Coupe du Monde de Rallyes Cross Country).
La 1re édition de la « renaissance » du Rallye du Maroc (véhicules "Historiques") a vu la victoire en juin 2010 de l'équipage de Mevius / Guéhennec, sur une Porsche Kronos. Ils réitèrent celle-ci en 2011.

## Palmarès en rallyes

### Titres
- Double vainqueur de la Coupe FIA des pilotes de voitures de Production (coupe devenue championnat du Monde à part entière en 2002, le P-WRC): 1991 sur Mazda 323 GTX Gr.N (copilote Hervé Sauvage), et 1992 sur Nissan Sunny GTI-R Gr.N (copilote Willy Lux (également copilote de Pascal Gaban lors de son titre acquis en 1988 de champion du monde en P-WRC, ainsi que l'année précédente) ;
- Champion de Belgique des conducteurs : 1992 ;
- Champion de Belgique des rallyes : 1996, sur Ford Escort RS Cosworth Gr.A (copilote J-M.Fortin) :
  - Vice-champion du monde des rallyes des voitures de production : 1989,
  - 4e du championnat du monde des rallyes (voitures de production) : 1988 ;
- Coupe des Rallyes de Belgique Peugeot : fin des années 1980.

(NB : en 1993, soutenu par Nissan Belgium, de Melvius impose sa Sunny GTiR Gr.A dans quatre des huit manches du Championnat (Spa, Dinant, Hautes Fagnes et Bianchi), pour terminer vice-champion de Belgique.

### 5 victoires en ERC
- 1993: Boucles de Spa Alphonse Delettre, sur Nissan Sunny GTI-R Gr.A (copilote Willy Lux) ;
- 1993: Circuit des Ardennes (Dinant) sur Nissan Sunny GTI-R Gr.A (copilote Willy Lux) ;
- 1996: Boucles de Spa Alphonse Delettre, sur Ford Escort RS Cosworth Gr.A  (copilote J-M.Fortin) ;
- 1998: Boucles de Spa Alphonse Delettre, sur Subaru Impreza WRC (copilote J-M.Fortin) ;
- 1999: Rallye des Açores Sata, sur Subaru Impreza 555 (copilote J-M.Fortin) :
  - 2e du Rallye d'Allemagne (ADAC) en 1996;
  - 2e du Rallye d'Ypres Woesthoek en 2001, sur Peugeot 206 WRC de chez Kronos;
  - 3e du Rallye des "24 heures d'Ypres" en 1990, sur BMW M3 e30 Gr.A de chez Prodrive (copilote Willy Lux);
  - 3e du Rallye des Boucles de Spa en 1990, sur BMW M3 e30 Gr.A de chez Prodrive (copilote Willy Lux);
  - 4e du Rallye de Grande-Bretagne (RAC Rally) en Championnat du monde des rallyes (WRC), sur Subaru Impreza WRC (copilote J-M.Fortin) ;

### 6 victoires en P-WRC
- 1988: RAC Rally (copilote Luc Manset) ;
- 1989: Rallye du Portugal ;
- 1989: RAC Rally ;
- 1991: Rallye du Portugal ;
- 1991: Rallye d'Argentine ;
- 1992: Rallye de l'Acropole.

### Autres victoires notables
- 1993: Rallye des Hautes Fagnes (Jalhay), Championnat de Belgique DIV. 1, sur Nissan Sunny GTI-R Gr.A (copilote Willy Lux) ;
- 1993: Bianchi Rally, Championnat de Belgique DIV. 2, sur Nissan Sunny GTI-R Gr.A (copilote Willy Lux) ;
- 1996: Omloop van Vlanderen, Championnat de Belgique DIV. 1, sur Ford Escort RS Cosworth Gr.A (copilote Jean-Marc Fortin)
- 1996: Bianchi Rally, Championnat de Belgique DIV. 2, sur Ford Escort RS Cosworth Gr.A (copilote Jean-Marc Fortin)
- 2010: Rallye du Maroc historique, sur Porsche 911 Carerra RS (copilote Alain Guehennec)
- 2011: Rallye du Maroc historique, sur Porsche 911 Carerra RS (copilote Alain Guehennec)
- 2015: Rallye Terre de Lozère , catégorie VHC, sur Porsche 911 Carerra RS (copilote André Leyh)

## Distinctions
- Champion de Belgique des conducteurs, titre décerné par le Royal Automobile Club de Belgique (RACB) : 1992.